# イゴール・ブダン
イゴール・ブダン（Igor Budan、1980年4月22日-）はクロアチア・リエカ出身の元同国代表サッカー選手。現役時代のポジションはFW。

## 経歴

### クラブ
1999-2000シーズンからのACヴェネツィアでのプレーを皮切りに、主にイタリアのプロヴィンチャのクラブを中心に活躍するストライカー。パレルモ時代の2006-07シーズンには、セリエAで13ゴールをマークしている。
2007-08シーズン終了後、所属していたパルマFCのセリエB降格が決まったため、共同保有先のパレルモに復帰し、ユヴェントスFCへ移籍したアマウリの穴を埋めることになった。
2010-11シーズンは、ACチェゼーナへレンタル移籍。2013年1月、レンタル移籍でアタランタBCへ。アタランタでは7年ぶりのプレーとなる。
2013年6月に現役を引退することを発表し、パレルモのスポーティング・ディレクターに就任した。

### 代表
アンダー世代のクロアチア代表を経験し、1999年のFIFAワールドユース選手権にも出場。2007年にはA代表デビューを果たし、翌年のEURO 2008に出場したが、以降は代表から遠ざかっている。

## 所属クラブ
- HNKリエカ 1997-1999
- ACヴェネツィア 1999-2002

→ エンポリFC 2000-2001 (loan)
→ ACベリンツォーナ 2001 (loan)
- USチッタ・ディ・パレルモ 2002-2003

→ SSCヴェネツィア 2002 (loan)
→ ACアンコーナ 2003 (loan)
- アタランタBC 2003-2006

→ アスコリ・カルチョ 2006 (loan)
- パルマFC 2006-2008
- USチッタ・ディ・パレルモ 2008-2013

→ ACチェゼーナ 2010-2011 (loan)
→ アタランタBC 2013 (loan)